# Gottfried Heimrich

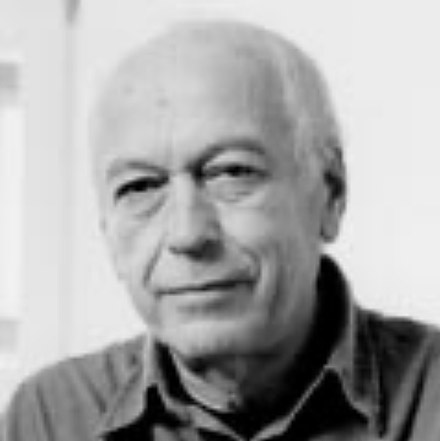
Gottfried Heimrich

Gottfried Heimrich (* 8. Juli 1924 in Nossen; † 19. November 2011 in Kaarst) war ein deutscher Maler und Grafiker.

## Leben
Gottfried Heimrich verließ kurze Zeit nach Kriegsende seine sächsische Heimat und siedelte nach Düsseldorf um. Dort belegte er Studienkurse an verschiedenen Kunstschulen, so von 1950 bis 1954 an der Werkkunstschule und an der Kunstakademie Düsseldorf bei Klaus Köhler-Achenbach sowie 1956 an der Kunstschule Strahn in Düsseldorf. Parallel dazu erhielt er von 1954 bis 1958 Unterricht bei Otto Piene (informelle Malerei) und Hannes Loos (Druckgrafik). Es folgten Tätigkeiten in der Werbung/PR, 1963 Umzug nach Kaarst, ab 1975 freischaffende Tätigkeit als bildender Künstler und Fachübersetzer für internationale Industrieunternehmen. Gemeinsam mit Walter Urbach und anderen gründete er 1978/1979 die Künstlervereinigung SALIX und wurde Mitglied im Düsseldorfer Künstlerverein Malkasten.

## Werk
Die thematischen Werkgruppen im Schaffen Gottfried Heimrichs lassen sich zeitlich persönlichen Lebensabschnitten zuordnen. 1949 reiste er an die niederländische Küste und sah erstmals die Nordsee. Fasziniert davon, wurde zunächst Landschaft vorherrschendes Thema seiner Bilder, vorwiegend in Öl auf Jute ausgeführt. In den 1970er und frühen 1980er Jahren, nach Studienreisen nach Cornwall und Südfrankreich, wurde die Landschaft zunehmend abstrakter, weniger mit realen Bezügen als vielmehr reduziert auf das Wesentliche, häufig auch unter Einbeziehung floraler und architektonischer Elemente. Gegen Ende dieser Periode entstand der Zyklus Florale Bildwelten, eine informelle Phase, die später immer wiederkehrte.
Ende der 1970er Jahre beschäftigte sich Gottfried Heimrich mit Hinterglasmalerei und entwickelte dabei ein ganz eigenes Verfahren: Farbträger werden mehrfach auf den Materialträger Glas gepresst, und die dabei entstehenden Strukturen ähneln Monotypien und Stempeldrucken.
In den frühen 1990er Jahren, im Zusammenspiel der frühen Erlebnisse und im Anschluss an zahlreiche Studienreisen an Nord- und Ostsee, entstand der Zyklus Küste. Parallel dazu wandte sich Heimrich wieder seiner sächsischen Heimat zu. Seine Eindrücke fanden Niederschlag in zahlreichen Zeichnungen und Druckgrafiken mit Motiven aus der Region seiner Kindheit und Jugend. Kurz vor seinem 80. Geburtstag vollzog er einen Schritt zu einer radikalen Abstraktion.
Der protestantisch orientierte Gottfried Heimrich widmete sich auch der Schaffung von Altarbildern und Kanzeltüchern. Außerdem schuf er 1994 das Plakat für den Evangelischen Kirchentag in Neuss.

## Ausstellungen

### Einzelausstellungen (Auswahl)
- 1977: Galerie Gilde-Zentrum, Kaarst
- 1980: Städtische Galerie Peschkenhaus, Moers
- 1982: Haus Hartmann, Grevenbroich
- 1984: Schloss Greiffenhorst, Krefeld
- 1985: Kreismuseum Zons (mit Katalog)[2]
- 1990: Städtische Galerie Kaarst
- 1993: Schloss-Galerie Nossen
- 2007: Gut Mydlinghoven, Mettmann
- 2008: Galerie LandArt, Grevenbroich
- 2009: Atrium im Rathaus Kaarst[3]
- 2011: Galerie p91 Grevenbroich (posthum)
- 2012: Rathausgalerie Kaarst (posthum)

### Gruppenausstellungen (Auswahl)
- ab 1970 Beteiligung an der jährlichen Herbstausstellung Kaarster Künstler
- 1966: Kunstausstellung der Ruhrfestspiele Recklinghausen
- 1967: Kunstausstellung des Landkreises Grevenbroich
- 1979: Städtische Galerie Kaarst
- 1979: Hinterglasmalerei im Rathausfoyer Büttgen
- 1981: Altes Zeughaus, Mönchengladbach
- 1981: St. Chamond, Frankreich
- 1982: Städt. Galerie Haus Hartmann, Grevenbroich
- 1982: Ton-Galerie Meerbusch
- 1990: Chateau Dufour, La Madeleine, Frankreich
- 1990: Künstlerverein Malkasten, Düsseldorf
- 1991: Jahresausstellung Düsseldorfer Künstler
- 1994: Plakatwettbewerb für den ersten Regionalen Evangelischen Kirchentag in Neuss (1. Preis)
- 1996: Ausstellung „Hinterglasbilder aus Europa, Asien und Afrika“, Staatliches Museum für Völkerkunde Dresden
- 1996: Galerie der feinen Art, Bochum
- 1998: Ausstellung „150 Jahre Malkasten“, Deutsche Bank, Düsseldorf
- 1999: Künstlerverein Malkasten, Düsseldorf
- 2001: Ausstellung Euregio Kunstpreis 2001 in Weert (Niederlande) und Lobberich
- 2002: Künstlerverein Malkasten, Düsseldorf
- 2006: Kreismuseum Zons
- 2010: Kunst aus Neuss 63. Jahresausstellung Städtische Galerie Alte Post Neuss